# Salvador Dachs
Salvador Dachs (Olot, 8 d'abril de 1732 - 1769), format probablement sota el mestratge de J. Carcoler, fou un músic català del segle xviii.
L'any 1748, un Salvador Dachs de 16 anys, sol·licitava l'ajuda de la comunitat per poder-se desplaçar a Barcelona a fi d'ampliar els seus estudis musicals:
“Salvador Dachs escola de cor / de la Parral Yglesia de St Esteve de la pnt vila ab lo degut respecte representa â V.R que desitja passar a la ciutat de Barna a apendrer de cant i ejercitarse en sonar lo orga. Y com lo suplicant se trobe sens medis per executar lo viatge ni menos poderli subministrar aquells son pare per trobarse en notoria miseria. Suplica a V.R. se digne amore Dei afavorir-lo en lo que aparega â V.R que ne quedara agrahit ÿ obligat â V.R en comu y en particular."
El 27 de juny de 1759 oposità -sense èxit- a l'organistia de Sant Esteve d'Olot. Entre 27 d'abril de 1762 i poc abans del 16 de setembre del 1763, regí el magisteri de capella de la  Seu de Manresa. Sis anys més tard, el 1769, guanyà la plaça de succentor a la capella de música de Santa Maria del Mar, de Barcelona.
Es conserva un responsori seu a l'Arxiu de Manuscrits Musicals de la Seu de Manresa.

## Referència
Gregori i Cifré, Josep M.; Monells, Carme«Fons de l'Església parroquial de Sant Esteve d'Olot i Fons Teodoro Echegoyen de l'Arxiu Comarcal de la Garrotxa». Fons de l'Església parroquial de Sant Esteve d'Olot i Fons Teodoro Echegoyen de l'Arxiu Comarcal de la Garrotxa, 2012.